# Solec (gromada w powiecie buskim)
Solec (alt. Solec-Zdrój)– dawna gromada, czyli najmniejsza jednostka podziału terytorialnego Polskiej Rzeczypospolitej Ludowej w latach 1954–1972.
Gromady, z gromadzkimi radami narodowymi (GRN) jako organami władzy najniższego stopnia na wsi, funkcjonowały od reformy reorganizującej administrację wiejską przeprowadzonej jesienią 1954 do momentu ich zniesienia z dniem 1 stycznia 1973, tym samym wypierając organizację gminną w latach 1954–1972.
Gromadę Solec z siedzibą GRN we Solcu(-Zdroju) utworzono – jako jedną z 8759 gromad na obszarze Polski – w powiecie buskim w woj. kieleckim, na mocy uchwały nr 13a/54 WRN w Kielcach z dnia 29 września 1954. W skład jednostki weszły obszary dotychczasowych gromad Solec, Zagajów (bez kolonii Zagajów) i Chinków ze zniesionej gminy Zborów oraz Wełnin (bez kolonii Kopanina) ze zniesionej gminy Pawłów, ponadto kolonia Konstantynów z dotychczasowej gromady Piasek Mały ze zniesionej gminy Pęczelice; wszystkie jednostki w tymże powiecie. Dla gromady ustalono 21 członków gromadzkiej rady narodowej.
31 grudnia 1959 do gromady Solec przyłączono wieś Zielonki ze zniesionej gromady Świniary w tymże powiecie.
31 grudnia 1961 do gromady Solec przyłączono wieś Piasek Mały oraz tereny byłych folwarków Piasek Mały i Zakupnicy Piasek Mały ze zniesionej gromady Kików.
1 stycznia 1969 do gromady Solec przyłączono obszar zniesionej gromady Zborów.
Gromada przetrwała do końca 1972 roku, czyli do kolejnej reformy gminnej. 1 stycznia 1973 utworzono gminę Solec (od 1975 nazwa gmina Solec-Zdrój).